# Pavillon du Pérou
Le pavillon du Pérou construit en 1929 se trouve dans le quartier de Santa Cruz, à Séville, en Espagne. Sa façade principale étant située sur l'avenue du Chili et les autres trois autres sur celles de l'Uruguay, du Pérou et María Luisa.

## Histoire

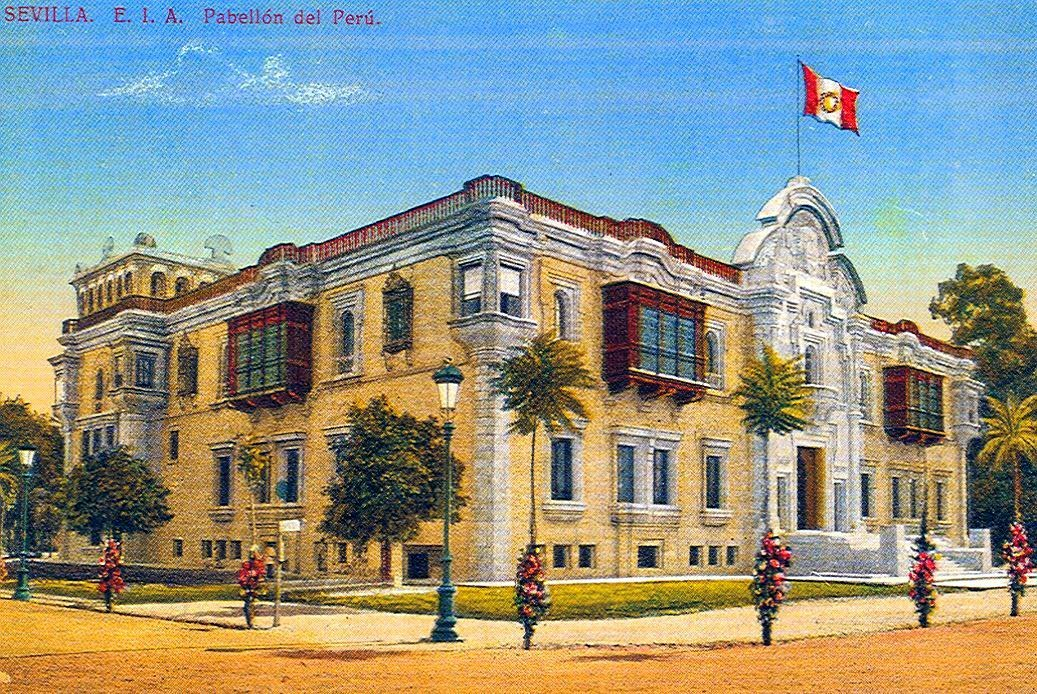
Carte postale de 1929

Le pavillon du Pérou a été construit dans le cadre de l'Exposition ibéro-américaine de 1929 qui s'est tenue à Séville . Il a été bâti à partir du projet de l'architecte Manuel Piqueras Cotolí (Lucena 1886- Lima 1937). Le pavillon se conçoit comme une œuvre avec des forts caractères métis et colonial, mélange des racines espagnoles et des cultures préhispaniques péruviennes .

## Bâtiment
Dans sa composition l'auteur reprend quelques éléments de l'architecture coloniale espagnole comme les beaux et amples balcons fermés de bois, volées en façade, avec d'autres éléments comme son élégante couverture en pierre, inspirée de l'École de Beaux-Arts de Lima, dessinée aussi par le même architecte auparavant. Il y a également à remarquer les frontons de style colonialiste et baroque, avec des écussons et divers décors avec des motifs indigènes.

### Usage actuel
Le bâtiment a un usage partagé, en étant le siège de la Musée-Maison de la Science de Séville  - antérieurement siège du parc national de Doñana - du Conseil Supérieur de Recherches Scientifiques (CSIC), et aussi est le siège du Consulat du Pérou.